# العقب (إب)

تعديل مصدري - تعديل

العقب محلة تابعة لقرية مواقع، التابعة لعزلة شعب يافع بمديرية إب إحدى مديريات محافظة إب في الجمهورية اليمنية.، بلغ تعداد سكانها 114 حسب تعداد اليمن لعام 2004.